# Poulton cum Spital
Poulton cum Spital var en civil parish från 1866 till 1974, i grevskapet Cheshire (nu Merseyside), i England. Denna civil parish hade 1 257 invånare år 1951.